# Mesobola moeruensis
Mesobola moeruensis är en fiskart som först beskrevs av Boulenger, 1915.  Mesobola moeruensis ingår i släktet Mesobola och familjen karpfiskar. IUCN kategoriserar arten globalt som livskraftig. Inga underarter finns listade i Catalogue of Life.